# آقچین، دینار
اکسین، دینار (به لاتین: Akçin, Dinar) یک منطقهٔ مسکونی در ترکیه است که در استان افیون قره‌حصار واقع شده‌است.